# Chrysobothris gedyei
Chrysobothris gedyei es una especie de escarabajo del género Chrysobothris, familia Buprestidae. Fue descrita científicamente por Théry en 1941.